# عبدالرحمان ویس
عبدالرحمن ویسی (به انگلیسی: Abdul Rahman Weiss) (زاده ۱۴ ژوئن ۱۹۹۸) یک بازیکن فوتبال اهل سوریه است در پست مدافع که برای تیم ملی فوتبال سوریه بازی می‌کند.
او سابقه حضور در اکادمی باشگاه هایی همچون پاناتینایکوس و برنتفورد را دارد.